# Войны памяти
«Войны памяти», «мемориальные войны», «конфликты памяти» — мнемонические конфликты, противостояние различных моделей коллективной памяти с целью подкрепить современную политическую повестку, публичные дебаты о нарративе, который может служить в качестве «подходящей» или «уместной» памяти нации, международного сообщества или социальной подгруппы с определённой гендерной, региональной, этнической или культурной принадлежностью или религиозной идентичностью.

## Причины и содержание
В условиях сложной структуры обществ и различиях в их историческом развитии представители социума часто становятся носителями различных, нередко конфликтных, воспоминаний о событиях прошлого. Причинами «войн памяти» становятся длительное сокрытие фактов, противоречивый процесс конструирования национальных историй, национальной культуры памяти, а также стремления националистических движений и политических элит. «Конфликт памяти» может быть вызван попытками удревнения и героизации «своих» историй. Так, различие исторических оценок может перерасти в взаимные оскорбления и уничтожение знаков исторической памяти. Стороны «войны памяти» имеют общее прошлое, и конфликт начинается в переходные периоды, когда происходит связь с общем прошлым прекращается. Одна из сторон конфликта стремится уничтожить нарратив об общем прошлом, другая, напротив, пытается его сохранить.
В дискуссии в рамках конфликта памяти могут принимать участие лица, имеющие разный уровнь профессиональной подготовки и разный уровень знаний; при создании конфликтующих нарративов привлекаются разнообразные источники и историографический материал; дискуссия имеет политический подтекст.
Немецкая исследовательница Сюзанна Попп (2012) выделяет несколько уровней конфликтов в сфере коллективной памяти: конфликты в пределах конкретной национальной культуры; конфликты двух или более наций или государств, различно интерпретирующих общее прошлое; противостояние социальных групп, претендующих на преобладание поддерживаемой ими картины прошлого, и академического сообщества.
Если при реальных военных действиях расходуются ресурсы, которые априори конечны, то конфликты моделей коллективной памяти могут длится долгое время, что обеспечивается мемориальной инфраструктурой, связями поколений и другими инструментами, благодаря которым исторические нарративы имеют устойчивость. Полная победа одного исторического нарратива в таком конфликте малодостижима, поскольку может быть достигнута только через изоляцию или даже ликвидацию носителей альтернативной модели.

## История
Явление в том или ином виде имеет место во всех странах, в особенности в обществах, которые прошли через гражданскую войну, геноцид и авторитарное правление, например, в Южной Африке в период после апартеида, в таких странах как Руанда, Гватемала и Аргентина. Многие европейских «войны памяти» дают широкий резонанс, затрагивая вопросы колониального наследия, касаясь, например, бельгийской политики в Конго и французской в Алжире и Индокитае.
После Второй мировой войны сформировался так называемый «нюрнбергский консенсус», согласно которому «основная вина и ответственность за беспримерное зло, олицетворением которого служит Холокост, лежит на нацистской Германии, которую разгромил союз стран разных, но единых в стремлении защитить ценности гуманизма». «Нюрнбергский консенсус» не стал общепризнанным в мировом масштабе, поскольку во многих странах восприятие войны существенно различалось, однако внимание на этих отличиях не акцентировалось. Ведущие державы бывшей антигитлеровской коалиции, уже находясь по разные стороны фронта Холодной войны, тем не менее, разделяли общую рамочную позицию. В новейший период в западных странах «нюрнбергский консенсус» был вытеснен нарративом о существовании двух тоталитаризмов, нацистского и коммунистического, которые в равной степени ответственны за все преступления во время Второй мировой войны. В рамках этого подхода Россия как наследник СССР рассматривается не в качестве ведущей силы в борьбе с нацизмом, а как его пособник по развязыванию войны. Российское руководство продолжает отстаивать основные черты «нюрнбергского консенсуса» на международном уровне и во внутренней политике. Отчасти затенённая ранее «полифония памятей» трансформируется в войну памяти.
«Войны памяти» во Франции как столкновения исторических нарративов привели к законодательному закреплению в рамках школьного образования позитивных черт колониализма.
Рядом исследователей термин используется для обозначения мнемонических конфликтов между Россией и другими странами Восточной Европы и постсоветскими странами, между Польшей и её соседями, а также внутринациональных конфликтов исторических нарративов в постсоветских странах; противостояния исторических нарративов в Восточной Европе, на Кубе, в Южной Корее и Японии.
В ХХI веке «войны памяти» происходят в постсоветских странах, в странах Центральной и Восточной Европы. Согласно монографии (2003) российского антрополога В. А. Шнирельмана, споры о прошлом становятся основой для вооруженных конфликтов в Закавказье: армянско-азербайджанского, грузино-абхазского и грузинско-южноосетинского.

## Изучение
Наиболее ранними работами о проблемах памяти, авторы которых использовали это понятие, были посвящены темам гендерной проблематики и относятся к концу 1990-х — началу 2000-х годов. В 2000-е годы от исследований индивидуального мемориального опыта понятие распространилось на изучение коллективных практик памяти о прошлом, в результате чего понятие «войны памяти» стало пониматься как противостоящие друг другу исторические нарративы, создаваемые современными большими и малыми социальными группами. По мнению российского историка Н. Е. Копосова (2018), «Определение „войны памяти“ начало широко использоваться в 1990-е и 2000-е годы не потому, что раньше не было острых политических разногласий по поводу прошлого, но потому, что они не ранее этого времени стали пониматься как конфликты, типологически относящиеся к эпохе памяти».
По мнению В. А. Шнирельмана (2003), важное значение в национальных и этнических конфликтах памяти имеет деятельность историков, конструирующих «историческую истину». Немецкая исследовательница Астрид Эрл (2011) писала, что понятие «войны памяти» вошло во французскую интеллектуальную среду в значении дискуссий в рамках французского общества на тему, какие представители социума имеют право создавать картину прошлого. Позднее французские исследователи распространили данный термин на похожие процессы в других странах. Российский историк Г. А. Бордюгов (2011) отмечал, что «войны памяти» могут происходить в пределах одной страны, так и между разными странами. Согласно немецкой исследовательнице Сюзанне Попп (2012), происхождение термина «война памяти», предположительно, аналогично происхождению термина «культурная война», обозначающему конфликт внутри разных групп американского общества периода модернизации начиная с 1980-х годов. Британский историк Дэн Стоун как «войны памяти» характеризует, в частности, столкновение исторических нарративов во Франции. Российский историк А. И. Миллер (2020) отмечает, что понятие «войны памяти» закрепилось за активным противостоянием стран Европы и Азии по поводу истории Второй мировой войны. Он же назвал структурные компоненты конфликта памяти по поводу истории Второй мировой войны: две стороны, вступающие в противоречие или высказывающиеся о готовности к диалогу; третья сторона, к которой апеллируют две других, в прямой или косвенной форме, в данном случае Совбез ООН или Западная Европа как регион.
Немецкий историк и культуролог Алейда Ассман (2013) писала: «несмотря на непрекращающуюся скрупулезную работу историков, пока не видно конца случаям возобновившихся столкновений и оспариваний вокруг национальных границ, когда речь заходит об интерпретации, репрезентации и коммеморации европейской истории. Длинная тень жестокого прошлого Европы продолжается в ряде линий разлома, объединённых под заголовком европейских „войн памяти“». По мнению британского и американского культуролога Александра Эткинда (2017), «Войны за память не имеют чётко очерченных фронтов. Для всех практических целей правительства ведут эти войны в пределах национальных границ в той же степени или даже больше, чем за их пределами».